# Mouvement international d'apostolat des enfants
 (décembre 2014).
Si vous disposez d'ouvrages ou d'articles de référence ou si vous connaissez des sites web de qualité traitant du thème abordé ici, merci de compléter l'article en donnant les références utiles à sa vérifiabilité et en les liant à la section « Notes et références ».
Le Mouvement international d'apostolat des enfants (MIDADE) est un mouvement laïc. Il rassemble les mouvements nationaux de 41 pays à travers le monde : en Afrique, Amérique Latine, Canada, Moyen-Orient, Océan Indien, Europe,France.
Le MIDADE, Organisation Internationale Non Gouvernementale, est reconnu par l'ECOSOC (UNICEF, Commission des droits de l'enfant, Commission des droits de l'Homme) et par l'Organisation Internationale du Travail.

## Nom du mouvement
- MIDADE : Mouvement International d'Apostolat des Enfants
- IMAC : International Movement of Apostolate of Children
- MIDADEN : Movimiento Internacional de Apostolado de los Niños

## Missions
Le MIDADE a trois principales missions :
1. Promouvoir et soutenir à travers le monde, l’expression, la formation et l’épanouissement des enfants. Il favorise et soutient les actions de responsabilisation des enfants, sans distinction d'origine sociale, culturelle, ethnique, religieuse... ;
2. Organiser entre les enfants des mouvements adhérents l’information, les échanges et les contacts. Il suscite le dialogue entre les Mouvements adhérents et avec d’autres mouvements ou personnes qui ont les mêmes préoccupations ;
3. Représenter les enfants faisant partie des différents mouvements auprès des Organisations Internationales vouées à l’Enfance ;

## Chronologie
- 1956 : Création de la Commission Internationale du Mouvement pour faire connaître les expériences dans chaque pays et aider à organiser des structures nationales;
- 1962 : Première rencontre internationale à Paris des associations Cœurs Vaillants du monde (23 pays représentés);
- Été 1966 : Rencontre internationale à Rome créant le MIDADE;
- 12 février 1972 : le MIDADE est reconnu comme Organisation internationale catholique (OIC).

## Mouvements membres du MIDADE
Le MIDADE rassemble près de 2 millions d'enfants à travers le monde dans 53 pays : Afrique (18), Amérique du Nord (4), Amérique du Sud (8), Asie (6), Europe (8), Moyen-Orient (4), Océanie (5).
| Pays                             | Nom                                                                                             |
| -------------------------------- | ----------------------------------------------------------------------------------------------- |
| Bolivie                          | Mink'as                                                                                         |
| Brésil                           | Movimento de Adolescentes et Crianças (MAC)                                                     |
| Cameroun                         | ACE COP-Monde                                                                                   |
| Canada                           | MIDADE Québec                                                                                   |
| Chili                            | Movimiento Apostolico de Adolescentes y Niños (MOANI)                                           |
| Corée du Sud                     | Les Petits Apôtres                                                                              |
| Égypte                           | MIDADE                                                                                          |
| Espagne                          | Movimiento Junior                                                                               |
| France                           | Action Catholique des Enfants (ACE)                                                             |
| Gabon                            | Mouvement CV/AV                                                                                 |
| Haïti                            | Klib Timoun Ke Kontan (traduction : "club d'enfants qui ont le cœur joyeux")                    |
| Italie                           | Azione Cattollica dei Ragazzi (ACR)                                                             |
| Jordanie                         | MIDADE                                                                                          |
| La Réunion                       | ACE MIDADE - Enfants Créolies                                                                   |
| Liban                            | Mouvement International D'Apostolat Des Enfants (MIDADE)                                        |
| Madagascar                       | IBALITA                                                                                         |
| Maurice                          | ACE                                                                                             |
| Pérou                            | MANTHOC                                                                                         |
| Portugal                         | Movimento de Apostolado de Adolescentes et Crianças (MAAC)                                      |
| République du Congo              | YAMBOTE                                                                                         |
| République démocratique du Congo | Kisito Anuarite                                                                                 |
| Roumanie                         | Actiunea Catolica a Copilor (ACC)                                                               |
| Tchad                            | Kemkogi                                                                                         |
| Togo                             | MIDADE/ACE/CV-AV TOGO                                                                           |
| Sénégal                          | CV/AV                                                                                           |
| Slovaquie                        | ERKO                                                                                            |
| Sri Lanka                        | LA-KRI-VI                                                                                       |
| Suisse                           | Mouvement d'Apostolat Des Enfants et Préadolescents - Action Catholique des Enfants (MADEP-ACE) |
| Syrie                            | Resalet el awlad                                                                                |
| Venezuela                        | MOANI                                                                                           |
| Maurice                          |                                                                                                 |
| Côte d'Ivoire                    | CV-AV                                                                                           |